# تازه چه خبر دکتر؟
تازه چه خبر دکتر؟ (به انگلیسی: What's Up, Doc?) فیلمی محصول سال ۱۹۷۲ و به کارگردانی پیتر باگدانوویچ است. در این فیلم بازیگرانی همچون باربارا استرایسند، رایان اونیل، کنت مارس، آستین پندلتن، سورل بوک، مایکل مورفی، مدلین کان، استفان جیراش، مابل البرتسون، جان هیلرمن، جرج مورفوگن، گراهام جارویس، رندی کواید، ام. امت والش و مل بلانک ایفای نقش کرده‌اند.